# 白乾児
白乾児（パイカル・拼音: báigānr）とは、中国の華北地方で作られる高粱（コーリャン）を原料とした蒸留酒。白酒の一種であり、原料にちなんで高粱酒（カオリャンチュウ）とも呼ばれる。無色透明で酸度は1から2.6度程度、アルコール分は60%前後と強く、カプロン酸などに由来するエステルを主成分とした独特の香気が特徴。長期甕貯蔵したものは醇化され、特に茅台酒と呼ばれるものは美酒として知られる。

## 製造法
白酒の醸造で原料の高粱を糖化させるスターターは「曲（チュー）」と呼ばれる餅麹である。白乾児に用いる曲は大豆・小豆を主として小麦・ソバ・黒豆・トウモロコシなどを混ぜたものを生のまま破砕して水を加え、木箱でレンガ状に押し固める。これを養曲房とよばれる小屋に入れ、30日から50日かけて表面にクモノスカビを培養する。これを麯子という。
発酵を行う仕込槽は「窖（ヤオ）」と呼ばれる一種の穴蔵である。以前の窖は、地面に穴を掘って板張りにしたものだったが、近年ではコンクリートで固められている。麯子は砕いて粉にして、原料の高粱に対して15%程度加えて混ぜて、そこに温水を加えて窖に投入する。仕込みに用いる温水は少なく、いわゆる固体仕込みである。固体仕込みの特徴は、液体仕込みと同じ固液界面での発酵に加え、高粱の粒と粒の間に含まれる空気が関与する固気界面での発酵が組み合わさることである。固気界面での発酵は好気性酵母によるもので、エステルを生産して独特の香気を生み出す。
窖に入れた原料の表面を糠と泥を混ぜた稀糠泥で覆い外気を遮断して発酵させる。発酵が始まると、炭酸ガスで表面の稀糠泥に入る亀裂や棒を挿し込んで様子をみつつ、亀裂に糠を入れて塞いだり温水を入れて温度を調整する。気温によるが10日から1か月ほどで1回目の発酵が終わる。
蒸留は蒸籠の上にかぶと釜を被せる旧式の蒸留器で行う。この際、もろみに新しい原料を加えて蒸留と蒸煮を同時に行う。この手法は白酒に共通する特徴で、双蒸合一（ショワンチョンホーイー）という。これによりもろみに含まれる乳酸が原料の高粱に浸み込み、高粱の殻などに含まれるリグニンなどが分解してフェノール化合物が生成され、醇味が付与される。
蒸留が終わった後の残滓を配醅と呼び、これを冷却して改めて麯子を加えて窖に投入して再度発酵（連醸）させる。このように仕込みと蒸留を5回ほど繰り返すが、これを老五甑法という。この手法も白酒に共通する特徴だが、これは固状もろみによる発酵は原料利用率の悪さを補うと共に、香気を増す効果がある。